# Істр (округ)
Округ Істр (фр. Arrondissement d'Istres) — округ у Франції, в департаменті Буш-дю-Рон. 2023 року округ об'єднував 21 муніципалітет, населення становило 332 106 осіб.
Адміністративний центр (супрефектура) — Істр.

## Муніципалітети
Список муніципалітетів округу та їхні коди INSEE:
1. Ансюе-ла-Редонн (13033)
2. Берр-л'Етан (13014)
3. Вітроль (13117)
4. Гран (13044)
5. Жиньяк-ла-Нерт (13043)
6. Істр (13047)
7. Каррі-ле-Руе (13021)
8. Корнійон-Конфу (13029)
9. Ле-Ров (13088)
10. Мариньян (13054)
11. Мартіг (13056)
12. Мірамас (13063)
13. Пор-де-Бук (13077)
14. Пор-Сен-Луї-дю-Рон (13078)
15. Роньяк (13081)
16. Сен-Вікторе (13102)
17. Сен-Мітр-ле-Рампар (13098)
18. Сен-Шама (13092)
19. Соссе-ле-Пен (13104)
20. Фос-сюр-Мер (13039)
21. Шатонеф-ле-Мартіг (13026)